# Burg Cornau
Die Burg Cornau ist eine abgegangene, hochmittelalterliche Wasserburg  der Grafen von Diepholz im Ortsteil Cornau der Gemeinde Drebber im Landkreis Diepholz in Niedersachsen. 
Die Burg Cornau wurde erstmals 1369 unter dem Namen „Tho der Knowe“ im Besitz der Grafen von Diepholz erwähnt und sollte den Weg zu deren nördlichen Ländereien sichern. Gegründet wurde sie aber deutlich vorher, vermutlich im letzten Jahrzehnt des 13. Jhs. durch Konrad VI. von Diepholz. Merian berichtet in der Mitte des 17. Jhs., dass die Burg nach einer alten Überlieferung der ursprüngliche Sitz der Grafen war. Dies entspricht wohl nicht den Tatsachen, aber zeitweise haben Angehörige des Geschlechts hier residiert. Spätestens 1378 diente die Burg auch als Amtssitz. Mit dem Ausbau der Burg in Diepholz verlor Cornau ihre Bedeutung und verfiel allmählich.
Angeblich sollen ihre Steine 1495/96 zum Bau der Auburg verwendet worden sein. Dem steht entgegen, dass die Brüder Konrad XII., Johann VI. und Friedrich I. von Diepholz die Burg im Jahr 1510 an Rudolf von Diepholz aus einer unebenbürtigen Seitenlinie des Grafenhauses verpfändeten. In der Folgezeit wird aber nur noch ein Gut an der Burgstelle überliefert. Die Reste der Burg sollen 1751 abgetragen worden sein, 1817 war noch Mauerschutt vorhanden.
Da bislang keine archäologischen Untersuchungen stattgefunden haben, können zur Gestalt der Burg keine Angaben gemacht werden. Eine vermutlich aus dem Jahr 1725 stammende Karte zeigt zwei nebeneinander liegende, quadratische Burgwälle. Auch wenn diese Darstellung stark schematisiert scheint, so lässt sie doch auf die Existenz einer Vor- und einer Hauptburg schließen. Die umgebenden Gräben waren mit Hunte und Dadau verbunden, einer verband sogar beide Wasserläufe, und wurden erst während der Hunte-Begradigung 1962 eingeebnet. 